# USS Sealion (SS-315)
USS Sealion (SS/SSP/ASSP/APSS/LPSS-315), là một tàu ngầm lớp Balao của Hải quân Hoa Kỳ và là con tàu thứ hai của Hải quân Hoa Kỳ được đặt tên theo loài sư tử biển. Con tàu đôi khi còn được gọi là Sealion II, vì thuyền trưởng đầu tiên của tàu, Trung tá Eli Thomas Reich, từng là thuyền phó của chiếc tàu ngầm cùng tên thuộc lớp Sargo là Sealion. Sealion là chiếc tàu ngầm duy nhất của Hải quân Hoa Kỳ có thành tích bắn chìm một thiết giáp hạm của đối phương trong Chiến tranh Thế giới thứ hai.

## Thiết kế và chế tạo
Lớp Balao được người Mỹ có nhiều điểm tương đồng thiết kế của lớp Gato trước đó. Cải tiến nổi bật nhất của lớp Balao là người Mỹ sử dụng thép cường độ cao HTS, có độ dày và độ đàn hồi cao hơn hẳn so với loại thép được dùng làm vỏ tàu của các tàu ngầm lớp Gato, để làm vỏ tàu của các tàu ngầm lớp Balao. Chính nhờ điều này mà các tàu ngầm lớp Balao có thể lặn xuống độ sâu tối đa khoảng 200 mét, sâu hơn khoảng 30 mét so với độ sâu tối đa mà những tàu ngầm lớp Gato có thể lặn xuống, nhưng được hạ xuống còn 120 mét để đảm bảo sự an toàn của thủy thủ đoàn.
Hình dáng bên ngoài của lớp Balao cũng được thay đổi đáng kể. Hệ thống đảo thượng tầng và cột kính tiềm vọng đã được tối giản để giảm khả năng tàu bị phát hiện khi nổi trên mặt nước. Toàn bộ mái che đã được tháo bỏ khỏi đảo thượng tầng của các tàu ngầm lớp Balao để giảm độ nặng của tàu, và có thể lắp đặt thêm các khẩu pháo phòng không và mở rộng hệ thống radar và ăng ten phụ.

Sealion đang được hạ thủy ở Công ty Electric Boat, 31 tháng 10 năm1943

Sealion có chiều dài tổng thể là 95 mét, và có mức choán nước là 1.526 tấn Anh (1.550 tấn) khi nổi và 2.424 tấn Anh (2.463 tấn) khi lặn. Con tàu sử dụng bốn động cơ diesel 16 xi lanh General Motors Kiểu 16-248 V16, kết hợp với bốn động cơ điện General Electric, và hai ắc quy Sargo 126 cell. Hệ thống kết hợp này có ưu điểm lớn là các động cơ có thể tự hoạt động một cách độc lập với nhau trong bất kỳ tình huống nào, bao gồm trường hợp dùng chúng làm động cơ dẫn động máy phát điện và động cơ dẫn động trục chân vịt. Động cơ đầy của tàu có thể tạo ra mức công suất tối đa là 5.400 shp khi nổi, 2.740 shp khi lặn, đồng thời giúp con tàu đạt được tốc độ di chuyển tối đa là 20,25 knot khi nổi và 8,75 knot khi lặn. Sealion có tầm hoạt động là 11.000 hải lý khi nổi ở vận tốc 10 knot/giờ và có thể tác chiến tuần tra liên tục trong vòng 75 ngày.
Sealion được lắp đặt 10 ống phóng ngư lôi 21-inch (sáu ống ở mũi tàu và bốn ống ở đuôi tàu) và mang tổng cộng 24 quả ngư lôi Mark 14 (sau được thay thế bằng ngư lôi điện Mark 18). Con tàu được lắp đặt hệ thống điện tử TDC (Torpedo Data Computer), có thể xử lý dữ liệu thu được từ kính tiềm vọng hoặc sonar của tàu và cho ra những thông số chính xác về khoảng cách tới các mục tiêu, góc bắn và tốc độ di chuyển của tàu đối phương. Batfish được trang bị một khẩu hải pháo 4-inch (102 mm)/50 caliber và hai pháo Oerlikon 20 mm ở phía trước và sau của đài chỉ huy, và hai khẩu súng máy hạng nặng M3 Browning không cố định (khi cần sẽ mang lên boong tàu sử dụng). Cảm biến điện tử của tàu bao gồm hệ thống Sonar QC, radar dò tìm mặt biển SJ, radar cảnh giới bầu trời SD (sau được thay thế bởi radar SV), và kính tiềm vọng của tàu được tích hợp radar đo khoảng cách ST.

## Lịch sử hoạt động

Trung tá Eli Thomas Reich - thuyền trưởng đầu tiên của USS Sealion (SS-315).

Sealion được đặt lườn vào ngày 25 tháng 2 năm 1943 tại Xưởng Đóng tàu Electric Boat ở Groton, Connecticut, và được hạ thủy vào ngày 31 tháng 10 năm 1943, Con tàu được đỡ đầu bởi bà Emory Land và nhập biên chế vào ngày 8 tháng 3 năm 1944, dưới sự chỉ huy của thuyền trưởng - Trung tá Eli T. Reich. Reich nguyên là thuyền phó, kiêm kỹ sư trưởng của tàu ngầm lớp Sargo có tên là USS Sealion - tàu ngầm đầu tiên của Hải quân Hoa Kỳ bị mất trong Chiến tranh Thế giới thứ hai. Khi đang neo đậu ở Xưởng Hải quân Cavite ở Philippines, Sealion bị trúng hai quả bom được thả từ máy bay Nhật vào ngày 10 tháng 12 năm 1941, khiến bốn thủy thủ thiệt mạng và làm con tàu bị nghiêng nặng. Do hư hỏng quá nặng, thủy thủ đoàn của Sealion đã đánh đắm tàu vào ngày 25 tháng 12 năm 1941 để tránh rơi vào tay quân Nhật. Thủy thủ đoàn sau đó đã kịp rút về Corregidor và Bataan, trước khi được di tản khỏi Philippines trên chiếc tàu ngầm Stingray.

### Chiến tranh Thế giới thứ hai
Sau khi được đưa vào biên chế, hủy thủ đoàn của Sealion bắt đầu trải qua một loạt bài tập huấn luyện khác nhau. Ngày 19 tháng 4 năm 1944, Sealion rời New London và khởi hành về Trân Châu Cảng. Sealion đến nơi vào ngày 17 tháng 5 năm 1944, nơi nó được biên chế vào Hải đoàn 222, Hải đội Tàu ngầm 22.

#### Chuyến tuần tra đầu tiên, Tháng 6 - Tháng 7 năm 1944
Ngày 8 tháng 6 năm 1944, Sealion bắt đầu chuyến tuần tra đầu tiên. Đồng hành cùng với Tang, nhóm tàu này dừng chân ở Midway để bổ sung nhiên liệu và sửa chữa radar, trước khi tiếp tục lên đường vào buổi chiều cùng ngày. Ngày 22 tháng 6, Sealion và Tang quá cảnh Quần đảo Tokara để tiến vào Biển Hoa Đông, khu vực tuần tra của nó. Chiều ngày hôm sau, khi đang tuần tra gần Quần đảo Ōsumi, Sealion phát hiện một tàu vận tải Nhật Bản ở tọa độ 29°53' Bắc, 129°43' Đông. Con tàu tiến hành tấn công, phóng ba quả ngư lôi về phía mục tiêu nhưng đều trượt, và Sealion sau đó phải lặn xuống để tránh các đợt tấn công bằng bom chìm.
Ngày 24 tháng 6, USS Tinosa gia nhập nhóm tuần tra của Sealion và Tang, và ba con tàu này cùng nhau di chuyển lên phía bắc về khu vực Sasebo. Ngày 25 tháng 6, Sealion nhận được thông tin rằng có một đoàn vận tải Nhật Bản đang di chuyển trong khu vực. Dù con tàu đã vào vị trí phục kích, nhưng vấn đề về việc điều chỉnh mức lặn đã khiến Sealion phải hủy bỏ việc tấn công. Ngày 28 tháng 6, Sealion bắn ba quả ngư lôi và đánh chìm tàu vận tải Snasei Maru (2.386 tấn), ở tọa độ 33°53' Bắc, 129°01' Đông, gần Eo biển Tsushima. Hai ngày sau đó, khi đang nổi trên mặt nước, con tàu đã bắt gặp và bắn chìm một con thuyền tam bản bằng pháo 4-inch của nó.
Tháng 7 năm 1944, Sealion chuyển vị trí tuần tra sang vùng biển ngoài khơi Thượng Hải. Sáng ngày 6 tháng 7, Sealion phát hiện một đoàn vận tải đang di chuyển ở gần khu vực Đảo Chu Sơn và lúc 04:47, nó bắn sáu quả ngư lôi vào một mục tiêu ở tọa độ 29°55' Bắc, 122°55' Đông. Gần một phút sau, tàu vận tải Setsuzan Maru (1.922 tấn) phát nổ và chìm, khiến toàn bộ hạm đội Nhật bị hỗn loạn. Sealion nhanh chóng triệt thoái về phía đông bắc để trốn khỏi sự truy sát của khu trục hạm Hasu và tàu pháo Okitsu. Lúc 06:00, Sealion phóng bốn quả ngư lôi ở đuôi tàu về chiếc Hasu đang đuổi theo phía sau, nhưng đều trượt. Một giờ sau, máy bay Nhật bắt đầu tham gia tìm kiếm Sealion, nhưng con tàu vẫn may mắn thoát khỏi khu vực bình an vô sự.
Ba ngày sau, ngày 8 tháng 7, Sealion tiến vào khu vực Biển Hoàng Hải. Điều kiện thời tiết trong khu vực khá xấu, khiến radar của nó không hoạt động hiệu quả. Tuy nhiên đến đêm ngày 10 tháng 7, radar của tàu đã đưa vào hoạt động trở lại. Sáng ngày 11 tháng 7, Sealion phát hiện một đoàn vận tải Nhật ở phía đông Bán đảo Sơn Đông và nhanh chóng vào vị trí tấn công, bắn chìm tàu vận tải Tsukushi Maru Số 2 (2.417 tấn) ở tọa độ 37°24' Bắc, 124°31' Đông và tàu vận tải Taian Maru No. 2 (1.034 tấn) ở tọa độ 37°30' Bắc, 124°34' Đông.
Ngày 21 tháng 7 năm 1944, Sealion quay trở về Midway, kết thúc chuyến tuần tra đầu tiên kéo dài 42 ngày. Tại đây, con tàu được neo đậu cạnh tàu tiếp liệu tàu ngầm USS Fulton để được sửa chữa và nâng cấp trang thiết bị.

#### Chuyến tuần tra thứ hai, Tháng 8 - Tháng 9 năm 1944

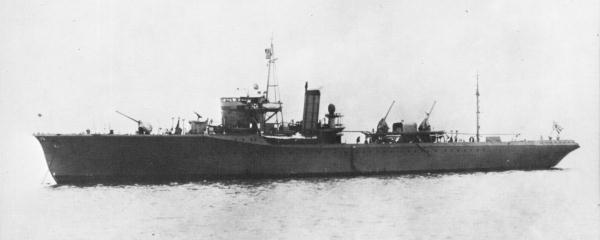
Tàu rải mìn Shirataka, 1929.

Ngày 17 tháng 8, Sealion bắt đầu chuyến tuần tra thứ hai ở khu vực Biển Đông. Cùng với Growler và Pampanito, ba con tàu này hợp thành một nhóm Wolfpack và chúng tiến vào khu vực tuần tra vào ngày 30 tháng 8. Khoảng 02:00 ngày 31, radar của Pampanito phát hiện ra một đoàn vận tải (MI-15) của Nhật Bản đang trên đường tiến vào Biển Đông. Nhóm Wolfpack của Sealion, cùng với nhóm Wolfpack khác trong khu vực (Queenfish, Barb, Tunny) đã hợp đồng tác chiến để phục kích đoàn vận tải này. Từ 04:31 tới 04:35, Sealion phóng tổng cộng sáu quả ngư lôi ở mũi tàu và bốn quả ngư lôi ở đuôi tàu về phía các mục tiêu khác nhau. Hai phút sau, thủy thủ đoàn của tàu nghe thấy hai tiếng nổ lớn, được nối tiếp bởi một cột khói xám lớn bốc lên tại khu vực đó. Các tàu hộ tống Nhật nhanh chóng nổ súng bắn trả, nhưng Sealion đã kịp lặn xuống và vượt mặt những con tàu trong đoàn vận tải. Lúc 06:15, Sealion tiếp tục phát hiện ra đoàn vận tải MI-15, lần này được dẫn đầu bởi một con tàu được cho là một khu trục hạm. Đến 07:20, Sealion bắn ba quả ngư lôi về chiếc khu trục hạm đó và ba quả ngư lôi nữa về phía một chiếc tàu vận tải hạng trung. Ba tiếng nổ lớn được nghe thấy lúc 07:22, và thủy thủ đoàn của tàu phát hiện ra cột khói lớn bốc lên từ tàu rải mìn Shirataka, con tàu được cho là chiếc khu trục hạm dẫn đầu đoàn vận tải. Máy bay Nhật nhanh chóng quần thảo trên bầu trời để tìm kiếm tàu ngầm địch, nên Sealion nhanh chóng lặn xuống và triệt thoái về phía nam. Vào buổi chiều cùng ngày, Sealion tiếp cận tấn công một mục tiêu được cho là một tàu vận tải, nhưng thực tế đó là một tàu chống ngầm. Sealion bắn ba quả ngư lôi về phía mục tiêu, nhưng được con tàu Nhật Bản nhanh chóng phát hiện ra và né được ba quả ngư lôi. Chiếc tàu ngầm Mỹ sau đó rút khỏi khu vực. Do chỉ còn lại năm quả ngư lôi, Sealion rời nhóm Wolfpack và quay về Saipan để bổ sung ngư lôi và nhiên liệu vào ngày 5 tháng 9 năm 1944, trước khi quay trở lại khu vực tuần tra vào đêm ngày 11 tháng 9.

Ngày 12 tháng 9, ba chiếc tàu ngầm Mỹ cùng nhau tiến vào vùng biển Formosa và phát hiện ra đoàn vận tải HI-72, cách khu vực Du Lâm, Hải Nam khoảng 500 kilomét về phía đông. Lúc 01:55, Growler bắn chìm tàu hộ tống Hirado (lớp Etorofu), khiến toàn bộ hạm đội Nhật phải cơ động né tránh. Sealion và Pampanito tham gia cuộc tấn công và nhanh chóng thiết lập được vị trí phục kích ở ngay phía trước đoàn HI-72. Lúc 05:22, Sealion phóng ba quả ngư lôi về phía tàu vận tải Nankai Maru (8.416 tấn), hai quả trong số đó trúng mục tiêu và phát nổ ở mạn phải tàu, khiến Nankai Maru bốc cháy dữ dội. Sealion phóng tiếp quả một ngư lôi nữa lúc 05:25 về phía tàu chở quân Rakuyo Maru (9.418 tấn), làm con tàu chết máy và dừng lại giữa biển. Nankai Maru chìm lúc 08:45 và Rakuyo Maru chìm lúc 18:30. Trong cùng thời gian đó, Growler đã bắn chìm khu trục hạm Shikinami, Pampanito bắn chìm được tàu chở quân Kachidoki Maru (10.509 tấn) và tàu chở dầu Zuiho Maru (5.135 tấn). Bị tấn công dữ dội, HI-72 phải rút về Tam Á, khiến đội tàu ngầm Mỹ phải ngừng tấn công.

Những tù binh người Anh và Úc sống sót của tàu Rakuyo Maru đang được thủy thủ của Sealion đưa lên khỏi mặt biển, 15 tháng 9 năm 1944.
Những tù binh người Anh và Úc sống sót của tàu Rakuyo Maru đang được thủy thủ của Sealion đưa lên khỏi mặt biển, 15 tháng 9 năm 1944.
Tù binh người Anh và Úc đang nghỉ ngơi trong buồng thủy thủ của Sealion, 15 tháng 9 năm 1944.

Chiều ngày 15, Pampanito liên lạc tới Sealion và toàn bộ các tàu ngầm khác trong khu vực quay trở về khu vực phục kích trong ngày 12 nọ sau khi con tàu phát hiện ra các nhóm tù binh chiến tranh người Anh và Úc đang kêu cứu trên mặt biển. Chiếc Rakuyo Maru vào thời điểm bị Sealion bắn chìm đang chuyên chở 1.317 tù binh chiến tranh Đồng Minh, và 1.159 tù binh đã thiệt mạng sau cuộc tấn công. Chiếc Kachidoki Maru cũng chuyên chở 520 tù binh chiến tranh người Anh, và 431 người trong số đó đã thiệt mạng sau cuộc tấn công. Lực lượng tàu ngầm Mỹ cứu được tổng cộng 159 người sống sót, trong đó Sealion cứu được 54 người. Toàn bộ tù binh đều nhấm nhép dầu, có tình trạng sức khỏe rất tệ và mắc nhiều loại bệnh nguy hiểm như sốt rét, suy dinh dưỡng, pellagra, beriberi,.. nên các đội tàu ngầm khẩn trương rút về Saipan để đưa những người sống sót lên bờ cứu chữa. Ba tù binh qua đời trước khi Sealion kịp đến Quần đảo Balintang vào ngày 17. Sáng ngày 18, khu trục hạm USS Case có mặt trong khu vực để đưa một bác sĩ và một quân y xuống Sealion cứu chữa tù binh. Sang ngày 19, người tù binh thứ tư qua đời, và đến ngày 20, Sealion cập cảng Tanapag ở Saipan và chuyển toàn bộ 50 người còn lại lên một bệnh viện Lục quân cứu chữa.
Sealion sau đó quay về Trân Châu Cảng vào ngày 30 tháng 9 năm 1944, kết thúc chuyến tuần tra thứ hai kéo dài 44 ngày.

#### Chuyến tuần tra thứ ba, Tháng 10 - Tháng 11 năm 1944
Sealion rời Trân Châu Cảng vào ngày 31 tháng 10 năm 1944, bắt đầu chuyến tuần tra thứ ba. Cùng với chiếc Kete, hai con tàu này di chuyển về khu vực tuần tra ở Biển Đông. Chúng dừng chân ở Midway vào ngày 4 tháng 11 để bổ sung nhiên liệu, trước khi tiếp tục lên đường tuần tra. Mười ngày sau, Sealion chuyển khu vực tuần tra sang Eo biển Tokara. Ngày 16 tháng 11, ống ngư lôi số 8 bất ngờ khai hỏa khi cả hai cửa sập đều đang đóng. Thủy thủ đoàn không thể cho tàu nổi để kiểm tra thiệt hại vì biển động mạnh, nên ống số 8 đã được cho ngừng sử dụng. Sang ngày 17, con tàu tiến về tuần tra ở vùng biển Thượng Hải và đã xảy ra vụ cháy ắc quy bé ở ống ngư lôi số 5 một ngày sau đó.

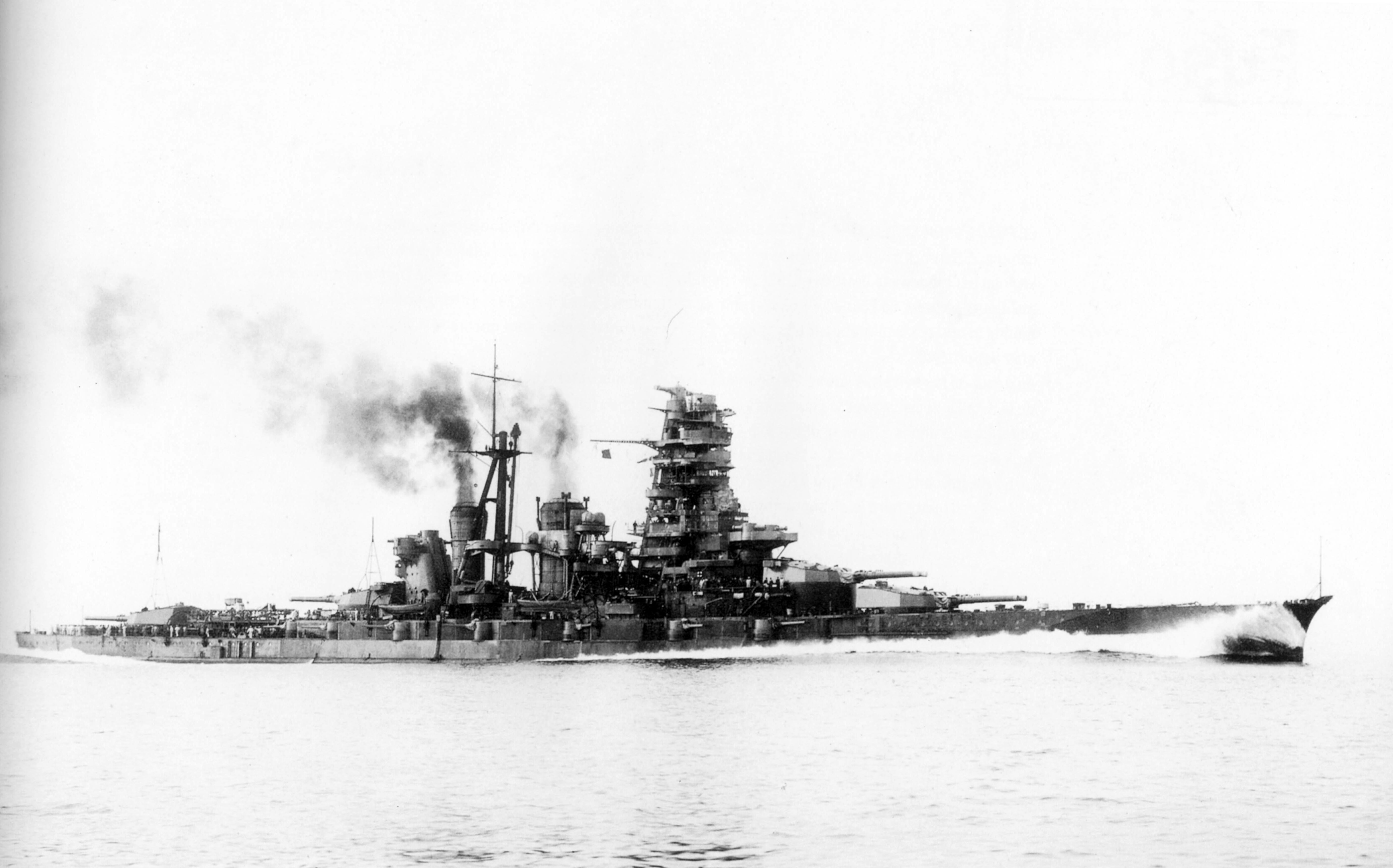
Thiết giáp hạm Kongō, 1936.

Lúc 00:21 ngày 21 tháng 11, radar của Sealion bắt được một tín hiệu rất lớn đang di chuyển qua Eo biển Đài Loan với vận tốc 30 km/h và không zig-zag. Đến 00:48, phòng trực chiến xác định được tín hiệu này được tạo ra bởi hai tuần dương hạm và hai thiết giáp hạm. Vào 01:46, họ xác định thêm được ba con tàu nữa. Sealion không hề biết rằng họ vừa phát hiện ra một hạm đội hùng mạnh của Nhật Bản, bao gồm các thiết giáp hạm Yamato, Nagato và Kongō, tuần dương hạm hạng nhẹ Yahagi và các khu trục hạm Hamakaze, Isokaze, Urakaze, Yukikaze, Kiri, và Ume.
Sealion di chuyển hết tốc độ đến vị trí tấn công, và đến 01:46, con tàu đã ở mạn trái của hạm đội Nhật Bản trong điều kiện gió ngày càng mạnh và biển động. Màn hình radar cho thấy một đội hình tuần dương–thiết giáp-thiết giáp-tuần dương, và lực lượng này vẫn không chạy ngoằn ngoèo theo hướng 057, và Sealion tiến ra vị trí tấn công lý tưởng nhất lúc 02:45. Chọn chiếc thiết giáp hạm đầu tiên làm mục tiêu, và nghĩ rằng tín hiệu của những khu trục hạm đi theo hộ tống có thể đã bị che khuất, thuyền trưởng Reich đã cho cài đặt các quả ngư lôi di chuyển ở độ sâu 2,5 mét để tận dụng cơ hội đánh trúng thêm các khu trục hạm.

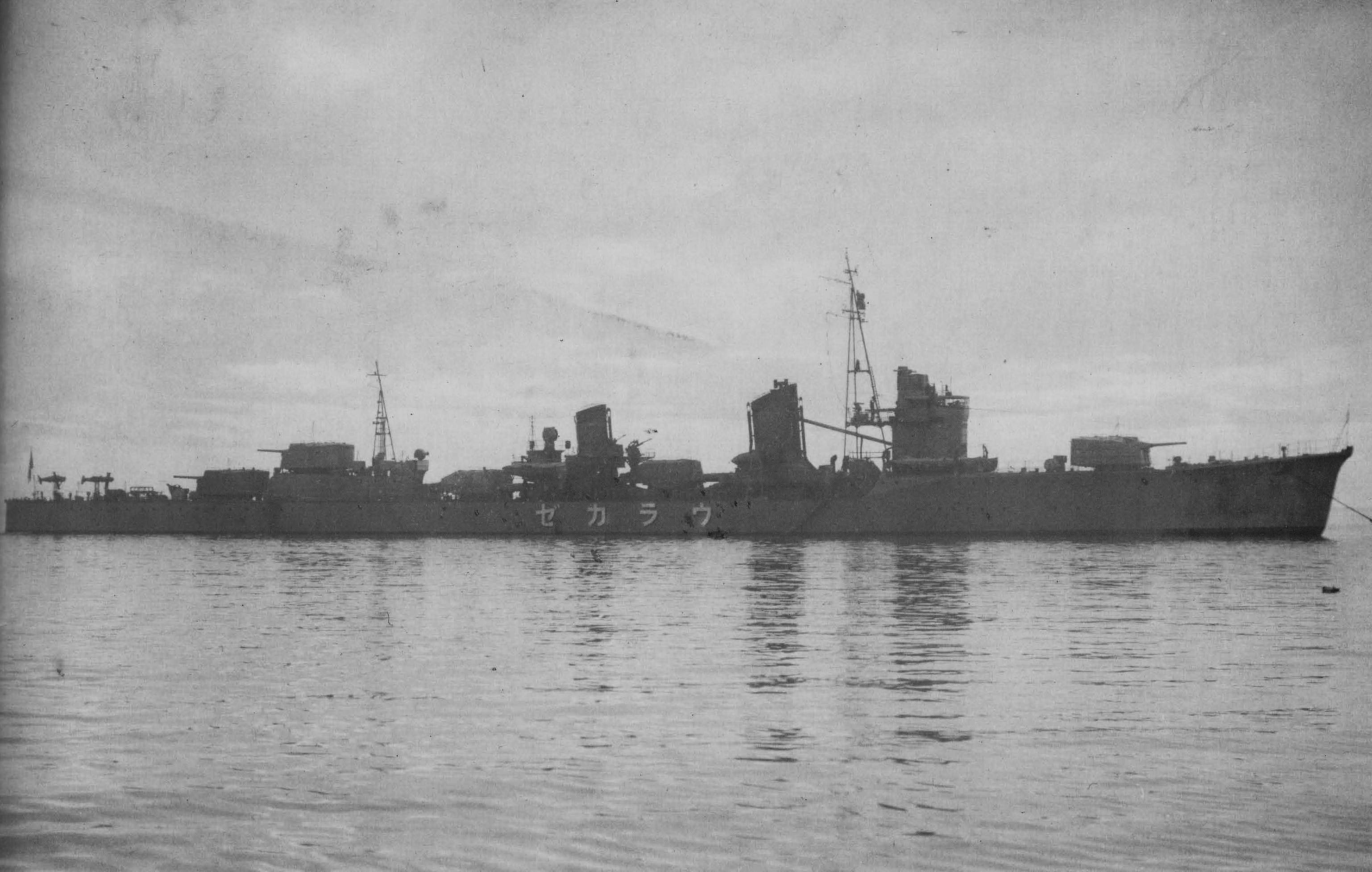
Khu trục hạm Urakaze.

Lúc 02:55, Sealion phóng sáu quả ngư lôi về phía thiết giáp hạm Kongō, và đến 02:59, phóng thêm ba quả nữa về phía thiết giáp hạm Nagato. Lúc 03:00, thủy thủ đoàn báo cáo nghe thấy được ba tiếng nổ lớn từ loạt phóng đầu tiên. Nhưng thực tế, Kongō chỉ trúng hai quả ngư lôi, quả đầu tiên trúng khu vực mũi tàu, quả thứ hai trúng gần khu vực phòng nồi hơi, khiến Kongō nghiêng nặng về phía bên trái. Nagato, sau khi nghe thấy vụ nổ, đã kịp bẻ lái gấp sang bên trái để tránh ngư lôi. Ba quả ngư lôi phóng vào Nagato đều trượt, nhưng một quả trong số đó đã đâm trúng khu trục hạm Urakaze. Quả ngư lôi đã kích nổ kho chứa đạn của Urakaze, khiến con tàu gãy đôi và chìm với toàn bộ thủy thủ đoàn.
Việc mất chiếc Urakaze bên phía mạn phải của chiếc Kongō đã khiến hoa tiêu Nhật phán đoán nhầm lẫn là cuộc tấn công xuất phát từ hướng đông, nên Yukikaze đã tách ra và di chuyển về hướng đông để thả mìn sâu nhằm tiêu diệt tàu ngầm địch. Trong khi đó, Sealion đã rút về phía tây sau khi tấn công. Lúc 03:10, Trung tá Reich cho nạp lại toàn bộ ngư lôi vào ống phóng để chuẩn bị tấn công một lần nữa, vì họ nghĩ rằng các quả ngư lôi vừa rồi chỉ gây hư hại cho các đai chống ngư lôi của thiết giáp hạm.
Sealion đã không biết rằng Urakaze đã bị đánh chìm và Reich cho rằng các quả ngư lôi cài ở độ sâu thấp có lẽ chỉ gây hại nhẹ cho các thiết giáp hạm. Ông đưa chiếc Sealion lên tốc độ 31,5 km/h (17 knot) để quay lại vị trí tấn công trên mặt biển động mạnh với gió cấp 5 hoặc 6. Hạm đội Nhật bắt đầu chạy zig-zag khoảng 04:05 và hơn 40 phút sau, tách ra làm hai nhóm. Sealion lặng lẽ bám theo nhóm di chuyển chậm hơn, bao gồm chiếc Kongō, Isokaze và Hamakaze. Lúc 05:24, một vụ nổ lớn làm rung chuyển toàn bộ khu vực và thiết giáp hạm Kongō biết mất khỏi mặt biển.
Trong những ngày tiếp theo, Sealion tuần tra ở vùng biển nằm giữa khu vực Trung Quốc và Formosa. Đến ngày 28 tháng 11, con tàu quay trở về Guam, kết thúc chuyến tuần tra thứ ba kéo dài 32 ngày.

#### Chuyến tuần tra thứ tư, Tháng 12 năm 1944 - Tháng 1 năm 1945

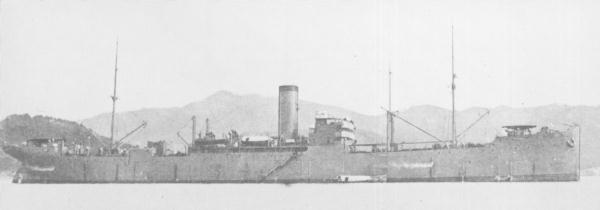
Tàu tiếp tế Mamiya, 1930.

Dưới quyền chỉ huy của thuyền trưởng mới, Thiếu tá Charles F. Putman, Sealion bắt đầu chuyến tuần tra thứ tư vào ngày 14 tháng 12 năm 1944. Con tàu được giao nhiệm vụ quay trở lại tuần tra ở khu vực Biển Đông cùng với tàu ngầm Blenny và Caiman. Thời tiết xấu trong khu vực đã khiến cuộc tuần tra gặp nhiều bất cập. Ngày 20 tháng 12, thông qua kính tiềm vọng, Sealion phát hiện ra một tàu tiếp tế (Mamiya) được hộ tống bởi một tàu cao tốc phóng lôi (Kari) và một tàu kaibokan (CD-17), cách Vịnh Cam Ranh khoảng 450 dặm về hướng đông bắc. Sau một thời gian bám đuôi, Sealion bắn sáu quả ngư lôi vào chiếc Mamiya lúc 19:37, với bốn quả trong số đó bắn trúng mục tiêu. Chiếc tàu ngầm Mỹ sau đó lặn xuống để tránh sự truy sát của tàu hộ tống. Sau hai tiếng rưỡi chờ đợi, Sealion mở kính tiềm vọng lên và phát hiện ra Mamiya vẫn chưa bị chìm, nên vào lúc 00:32 ngày 21 tháng 12, Sealion phóng thêm ba quả ngư lôi nữa. Hai quả trong số đó trúng Mamiya, và con tàu này chìm tại tọa độ 17°48′ Bắc 114°09′ Đông.
Cũng trong ngày 21 tháng 12, con tàu được biên chế vào Đệ Thất Hạm đội, và từ ngày 28 tháng 12 năm 1944 tới ngày 14 tháng 1 năm 1945, Sealion được giao làm nhiệm vụ trinh sát và hỗ trợ chiến dịch tái chiếm Philippines của quân đội Đồng Minh. Sau khi hoàn thành nhiệm vụ, Sealion quay về Fremantle, Úc vào ngày 24 tháng 1 năm 1945 và kết thúc chuyến tuần tra thứ tư kéo dài 43 ngày.

#### Chuyến tuần tra thứ năm và sáu, Tháng 2 -Tháng 7 năm 1945
Ngày 19 tháng 2, Sealion tiến hành chuyến tuần tra thứ năm ở Biển Đông và Vịnh Thái Lan. Ngày 17 tháng 3, nó bắn chìm một tàu chở dầu Thái Lan có tên là Samui (1.458 tấn) ở tọa độ 05°18' Bắc 103°23' Đông và vào ngày 2 tháng 4, con tàu giải cứu thành công một phi công Không lực Lục quân Hoa Kỳ, vốn đã bị trôi dạt trên một bè cao su trong 23 ngày. Cũng trong ngày hôm đó, Sealion tiếp nhận thêm ba phi công khác từ tàu ngầm Guavina, và vào ngày 6 tháng 4, bốn viên phi công trên đã được Sealion đưa về một căn cứ của người Mỹ ở Vịnh Subic, nơi Sealion kết thúc chuyến tuần tra thứ năm kéo dài 47 ngày.
Ngày 30 tháng 4, Sealion bắt đầu chuyến tuần tra thứ sáu, cùng tàu ngầm Bashaw và Hammerhead tiến vào Biển Đông. Trong suốt tháng 5, con tàu tuần tra ở khu vực ngoài khơi Hồng Kông và làm nhiệm vụ cứu hộ phi công Đồng Minh bị bắn rơi trong các đợt không kích vào Formosa. Cuối tháng 5, sau khi tiếp nhận các phi công được giải cứu bởi tàu ngầm Bream, Sealion rời khu vực tuần tra và đưa họ về Vịnh Subic, rồi sau đó di chuyển về Hawaii. Ngày 12 tháng 6, Sealion đến Guam và được giao nhiệm vụ cảnh giới ở ngoài khởi Đảo Wake. Ngày 30 tháng 6, con tàu rời khu vực và cập bến Trân Châu Cảng vào ngày 6 tháng 7 năm 1945, kết thúc chuyến tuần tra thứ sáu, và cũng là chuyến tuần tra cuối cùng của tàu.

### Hậu chiến
Sealion sau đó rời Trân Châu Cảng và khởi hành về San Francisco, California, để chuẩn bị cho quá trình đại tu và nâng cấp tàu. Tuy nhiên, sau khi Nhật Bản đầu hàng vô điều kiện, Sealion được nhận gói đại tu lần cuối trước khi được đặt vào tình trạng ngừng hoạt động. Ngày 2 tháng 2 năm 1946, Sealion được xuất biên chế và được điều về Hạm đội Trừ Bị Thái Bình Dương tại Mare Island.
Hơn một năm sau, Sealion, cùng với Perch, được quyết định thiết kế lại để làm nhiệm vụ vận chuyển binh sĩ, và vào tháng 4 năm 1948, con tàu được đưa vào Xưởng Hải quân San Francisco để bắt đầu quá trình cải biên kéo dài tám tháng. Toàn bộ máy phóng ngư lôi và động cơ ở phòng máy trước được dỡ bỏ. Phòng ngư lôi số 1 (ở mũi tàu) được sửa đổi thành phòng ở cho 123 binh sĩ; phòng động cơ phía trước và phòng ngư lôi số 2 (ở đuôi tàu) được thiết kế lại để làm khoang chứa hàng. Phòng bệnh nhân được nâng cấp thành phòng phẫu thuật, dầm phía sau của đảo thượng tầng được mở rộng, và một buồng hình trụ kín nước lớn được lắp đặt ở phía sau đảo thượng tầng để lưu trữ các phương tiện đổ bộ - bao gồm một xe LVT.

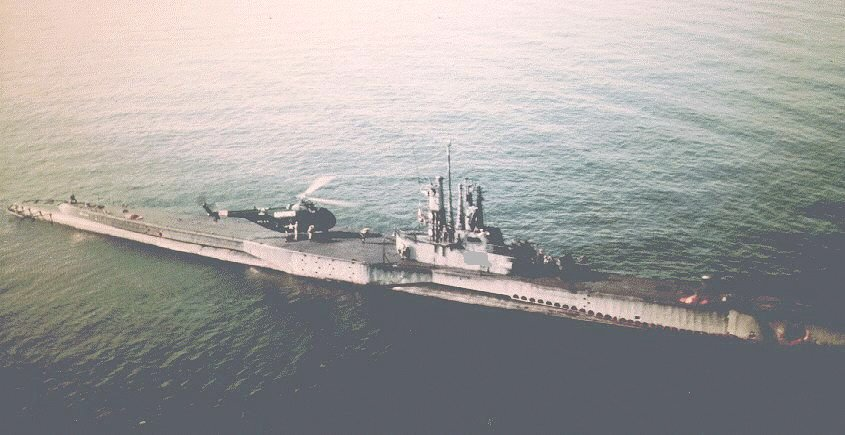
Sealion trong một buổi huấn luyện ngoài khơi Little Creek, Virginia, 4 tháng 5 năm 1956. Một chiếc trực thăng Sikorsky H-19 của Thủy quân Lục chiến Hoa Kỳ đang đậu ở trên sàn đáp phía sau đảo thượng tầng.

Ngày 2 tháng 11 năm 1948, Sealion được tái biên chế với vai trò mới là tàu ngầm vận tải quân, có mã hiệu mới là SSP-315. Con tàu sau đó tham gia các buổi huấn luyện với lực lượng Thủy quân Lục chiến Hoa Kỳ ở vùng biển phía nam California, và đợt huấn luyện đó kéo dài đến mùa xuân năm 1949. Sau khi hoàn thành việc huấn luyện, Sealion được biên chế vào Hải đội Tàu ngầm 21 ở Đại Tây Dương. Tháng 5 năm 1949, Sealion được điều động về Hải đoàn 6, Hải đội Tàu ngầm 61 ở Norfolk, Virginia. Ngày 31 tháng 1 năm 1950, con tàu được nhận mã hiệu mới là ASSP-315 và trong mùa xuân năm đó, Sealion liên tục tiến hành một loạt các đợt huấn luyện từ Labrador tới vùng biển phía nam Caribe.
Tháng 3 năm 1955, Sealion được biên chế vào Hải đội Tàu ngàm 63 và bắt đầu thử nghiệm các chiến dịch cất cánh/hạ cánh của trực thăng trên tàu vào năm 1956. Sealion sau đó được thay mã hiệu thành APSS-315 vào tháng 10 năm 1956. Từ năm 1956 đến năm 1960, Sealion thực hiện một loạt các chiến dịch tập trận, huấn luyện với các đơn vị Thủy quân Lục chiến, Người Nhái Hải quân (UDT - tiền thân của Đặc nhiệm Hải quân SEAL bây giờ), Biệt kích Biển và vài đơn vị Lục quân ở ngoài khơi Virginia, Carolina và vùng Caribe. Trong thời gian đó, nhà chứa ở phía sau đảo thượng tầng của Sealion đã bị dỡ bỏ.

Sealion vào tháng 10 năm 1964

Ngày 30 tháng 6 năm 1960, Sealion được cho ngừng hoạt động tại Portsmouth, New Hampshire, và được được điều về một hạm đội huấn luyện tới khi được đưa vào hoạt động trở lại một năm sau đó. Tháng 8 năm 1961, Sealion được kéo đến Philadelphia, Pennsylvania để được nâng cấp. Nó được tái biên chế vào ngày 20 tháng 10 năm 1960 và gia nhập Hải đội Tàu ngầm số 6 ở Norfolk. Tại đó, Sealion tiếp tục thực hiện các hoạt động tương tự như những gì nó đã làm trong giai đoạn 1950.  Ngày 22 tháng 10 năm 1962, con tàu rời Norfolk để tham gia một chuyến hành trình huấn luyện kéo dài một tháng ở Caribe, nhưng cuộc khủng hoảng tên lửa Cuba ngày một leo thang đã khiến chuyến hải trình gặp nhiều trì hoãn. Vào ngày 3 tháng 12, Sealion quay trở lại Norfolk và từ đó đến năm 1967, con tàu duy trì lịch trình tập trận của mình với các đơn vị Trinh sát Thủy quân Lục chiến và Đặc nhiệm Hải quân SEAL. Ngày 15 tháng 9 năm 1967, con tàu được đưa về Key West, Florida và được biên chế vào Hải đội Tàu ngầm 21 với mã hiệu mới là LPSS-315. Năm 1969, Sealion khởi hành về Philadelphia, Pennsylvania, nơi con tàu được cho ngừng hoạt động vào ngày 20 tháng 2 năm 1970. Sealion được xóa tên khỏi Danh sách Đăng bạ Hải quân vào ngày 15 tháng 3 năm 1977 và bị đánh chìm như một mục tiêu ở ngoài khơi Newport, Rhode Island vào ngày 8 tháng 7 năm 1978.

## Khen thưởng
Sealion được tặng thưởng năm Ngôi sao Chiến trận và một danh hiệu Đơn vị Tuyên dương Tổng thống vì những thành tích đạt được trong sáu chuyến tuần tra của tàu ở Mặt trận Thái Bình Dương trong Chiến tranh Thế giới thứ hai. Con tàu được ghi nhận bắn chìm tổng cộng 11 tàu chiến và tàu hàng các loại trong chiến tranh, với tổng mức tải trọng là 68.297 tấn. Sealion cũng là tàu ngầm duy nhất của Hải quân Hoa Kỳ nói riêng và hải quân các nước Đồng Minh nói chung có thành tích bắn chìm một thiết giáp hạm của đối phương trong Chiến tranh Thế giới thứ hai.

## Đoạn băng ghi âm
Vì mức bảo mật cao an ninh của lực lượng tàu ngầm Hoa Kỳ, các thủy thủ đoàn tàu ngầm của Hoa Kỳ không được phép ghi âm lại toàn bộ diễn biến cuộc tấn công của họ trong các chuyến tuần tra. Tuy nhiên, thủy thủ đoàn của Sealion đã tìm thấy một máy ghi âm bị một phóng viên của đài CBS bỏ quên trên tàu sau khi con tàu rời Midway để thực hiện chuyến tuần tra thứ ba. Và khi Sealion bắt đầu tấn công nhóm tàu chiến của Nhật ở Eo biển Đài Loan vào ngày 21 tháng 11 năm 1944, một thủy thủ đoàn của tàu đã bật máy ghi âm lên và đặt nó ở đài chỉ huy của tàu, nên đã ghi lại được toàn bộ diễn biến tấn công thiết giáp hạm Nagato và Kongō ở bên trong đài chỉ huy của Sealion. Đoạn ghi âm này, cùng với một đoạn ghi âm nữa, ghi lại quá trình bắn chìm tàu chở dầu Samui trong chuyến tuần tra thứ năm của Sealion, được cho là những đoạn ghi âm hiếm hoi duy nhất còn sót lại trên thế giới ghi lại cuộc tấn công của tàu ngầm Hoa Kỳ trong Chiến tranh Thế giới thứ hai.

### Sách tham khảo
- Bauer, K. Jack; Roberts, Stephen S. (1991). Register of Ships of the U.S. Navy, 1775–1990: Major Combatants. Westport, Connecticut: Greenwood Press. ISBN 0-313-26202-0.
- Blair, Clay,Jr. (1975). Silent Victory: The U.S. Submarine War against Japan. Naval Institute Press. ISBN 9781557502179.{{Chú thích sách}}:  Quản lý CS1: nhiều tên: danh sách tác giả (liên kết)
- Friedman, Norman (1995). U.S. Submarines through 1945: An Illustrated Design History. Annapolis. ISBN 978-1-55750-263-6.